# Anora
Anora – amerykański niezależny komediodramat z 2024 roku w reżyserii Seana Bakera. 
Film miał swoją światową premierę 21 maja 2024 roku w konkursie głównym podczas 77. Międzynarodowego Festiwalu Filmowego w Cannes, gdzie zdobył Złotą Palmę.

## Fabuła

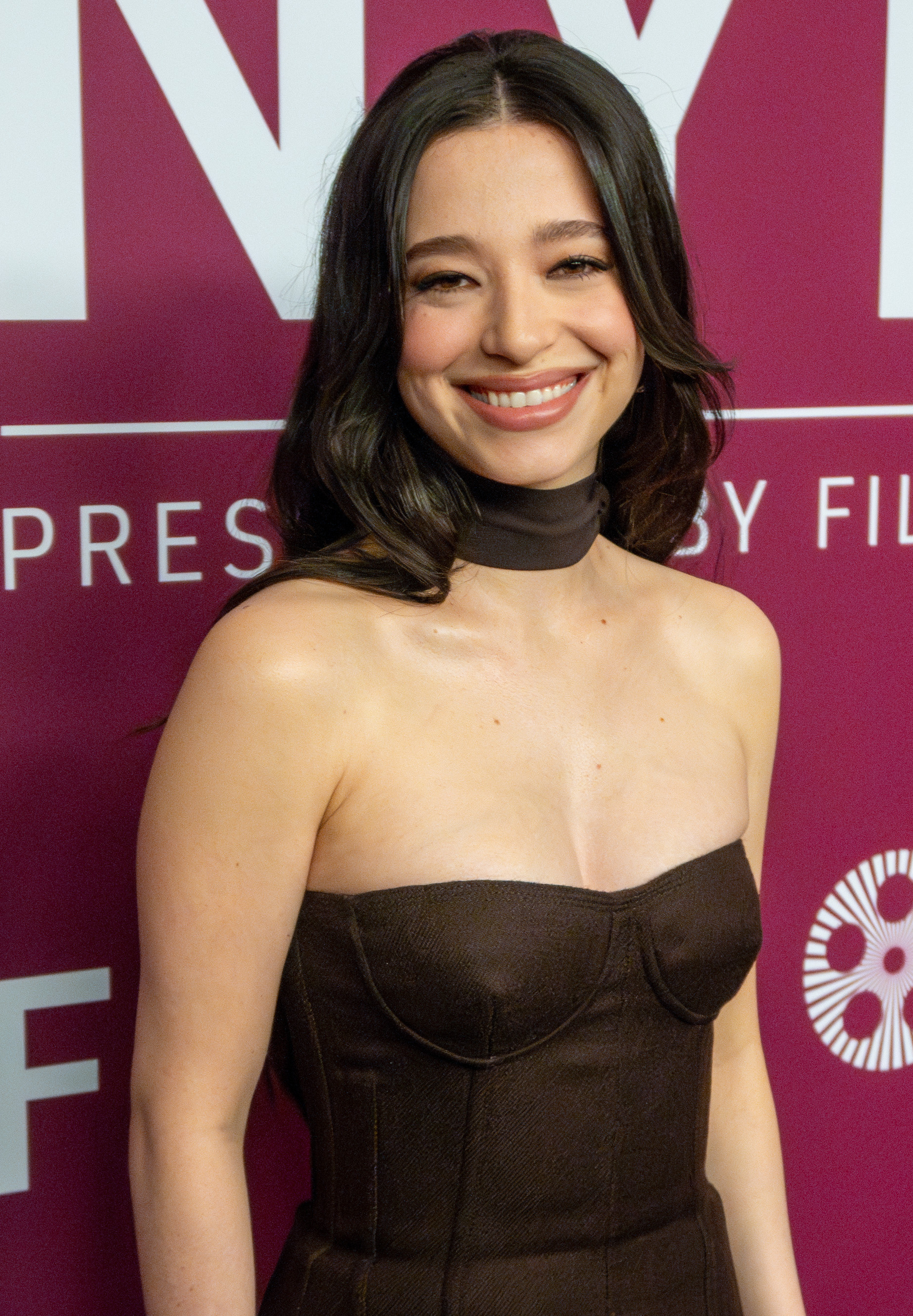
Mikey Madison (2024), odtwórczyni tytułowej roli

Młoda striptizerka z Brooklynu, Anora, w wyniku sprzyjających okoliczności wychodzi za mąż za Iwana, niedojrzałego syna rosyjskiego oligarchy. Ojciec chrzestny chłopaka, Toros, próbuje doprowadzić do unieważnienia małżeństwa przed przylotem jego rodziców do Stanów Zjednoczonych.

## Obsada
- Mikey Madison jako Anora "Ani" Michajewa
- Mark Ejdelsztejn jako Iwan "Wania" Zacharow
- Jurij Borisow jako Igor
- Karren Karagulian jako Toros
- Wacze Towmasjan jako Garnik
- Aleksiej Sieriebriakow jako Nikołaj Zacharow, ojciec Iwana
- Darja Jekamasowa jako Galina Zacharowa, matka Iwana[3]

## Odbiór

### Reakcja krytyków
Film spotkał się z dobrą reakcją krytyków. W agregatorze recenzji Rotten Tomatoes 93% z 336 recenzji uznano za pozytywne, a średnia ocen wystawionych na ich podstawie wyniosła 8,5 na 10. Z kolei w agregatorze Metacritic średnia ważona ocen z 62 recenzji wyniosła 91 punktów na 100.

### Nagrody
Podczas 97. ceremonii wręczenia Oscarów film otrzymał pięć statuetek: za najlepszy film roku, reżyserię, najlepszą główną rolę żeńską, scenariusz oryginalny i montaż.
Sean Baker ustanowił rekord jako pierwsza osoba w historii Oscarów, która otrzymała cztery nagrody za jeden film. Ponadto stał się drugą osobą, która otrzymała cztery Oscary podczas jednej ceremonii – wcześniej dokonał tego Walt Disney w 1954, ale za cztery różne filmy.